# Brunn (Gemeinde Waidhofen an der Thaya-Land)
Brunn ist eine Ortschaft und als Brunn bei Waidhofen eine Katastralgemeinde der Gemeinde Waidhofen an der Thaya-Land im Bezirk Waidhofen an der Thaya in Niederösterreich. Die Ortschaft hat 245 Einwohner (Stand 1. Jänner 2024).

## Geografie
Das Dorf liegt westlich von Waidhofen auf einer leicht nach Osten geneigten Ebene und wird von der Landesstraße L8128 erschlossen. Im Osten befinden sich mehrere Teiche, darunter der Stadtteich und der Jägerteich.

## Geschichte
Brunn wurde um 1230 urkundlich erstmals erwähnt.
Im Jahr 1822 wurde der Ort als Dorf mit 23 Häusern genannt, das nach Waidhofen eingepfarrt war, wohin auch die Kinder eingeschult wurden. Die Herrschaft Waidhofen an der Thaya besaß die Ortsobrigkeit, übte die Landgerichtsbarkeit aus und besorgte die Konskription.
Laut Adressbuch von Österreich war im Jahr 1938 in der Ortsgemeinde Brunn ein Schmied ansässig. Bis zur Errichtung der Gemeinde Waidhofen an der Thaya-Land am 1. Jänner 1971 im Zuge der Niederösterreichischen Kommunalstrukturverbesserung war der Ort eine eigenständige Ortsgemeinde.

## Sehenswürdigkeiten
- Ortskapelle Brunn, spätbarocker Bau mit gefaschten Rundbogenfenstern und einem Giebelreiter mit Spitzhelm